# Terry O'Quinn
Terry O'Quinn, nome artístico de Terrance Quinn, (Sault Ste. Marie, 15 de julho de 1952) é um ator norte-americano, mais conhecido por seu trabalho em Lost. A Ultima série em que atuou foi The Blacklist Redemption, onde interpretava o papel de Howard Hargrave.

## Histórico
Fez parte do elenco da série Lost, interpretando John Locke. Trabalhou em outras séries como Hawaii Five-0 e também na série Millenium.
Estudou artes desde pequeno e começou a estudar cinema aos dezenove anos. Ganhou o prêmio da Academia de Cinema dos EUA pelo filme "A vida em becos escuros" , onde foi um dos protagonistas.
Terry O’Quinn é um ator que já trabalhou em muitos filmes em Hollywood como Rocketeer, Arquivo X, Fantasmas do Mississipi, Silver Bullet, Jovens Demais para Morrer e Tombstone. Na TV, participou de The West Wing, Law & Order: Criminal Intent, Roswell, NCIS e The Twilight Zone [1x05] Chameleon (Além da Imaginação), Hawaii Five 0.
O'Quinn tem uma grande amizade com o grande produtor de TV, Chris Carter, tanto que ele participou das séries The X Files e Millenium, ambas assinadas por Carter.
Entre seus trabalhos mais recentes está sua participação na série Alias como o Diretor Kendall.
- Ao contrário do que se diz por aí, antes de ser ator, Terry nunca foi guarda-costas e não é faixa preta em caratê. Mas acha os boatos interessantes, como disse em uma entrevista para o programa de rádio Preston & Steve, que vai ao ar na rádio 93.3 WMMR-FM na Filadélfia, PA.

No dia 16 de setembro de 2007 ganhou o prêmio de melhor ator coadjuvante pela premiação anual Emmy Awards, por seu papel em Lost.

## Resumo

### Filmografia
| Seriado/Filme                                         | Personagem                 | Ano       |
| ----------------------------------------------------- | -------------------------- | --------- |
| The Walking Dead: The Ones Who Live                   | Major-general Beale        | 2024      |
| New Life                                              | Dr. Sumrall                | 2016      |
| 666 Park Avenue                                       | Gavin Doran                | 2012      |
| Falling Skies                                         | Arthur Manchester          | 2012      |
| Hawaii Five-0                                         | Joe                        | 2012      |
| Lost                                                  | John Locke                 | 2004-2010 |
| NCIS                                                  | Col. Will Ryan             | 2004      |
| Law & Order: Criminal Intent                          | Mr. Buchanan               | 2004      |
| The West Wing                                         | General Nicholas Alexander | 2003-2004 |
| Alias                                                 | Diretor Kendall            | 2002-2004 |
| Phenomenon II                                         | Jack Hatch                 | 2003      |
| Dias Incríveis                                        | Goldberg (não-creditado)   | 2003      |
| JAG                                                   | Thomas Boone               | 1995-2002 |
| Hometown Legend                                       | Buster Shuler              | 2002      |
| American Outlaws                                      | Rollin Parker              | 2001      |
| Millennium                                            | Peter Watts                | 1996-1999 |
| The X-Files (filme)                                   | Darius Michaud             | 1998      |
| Breast Men                                            | Hersch Lawyer              | 1997      |
| Conspiração                                           | Frank Ridell               | 1997      |
| As Duas Faces de um Crime                             | Bud Yancy                  | 1996      |
| Correndo Perigo                                       | Bonner                     | 1994      |
| Câmera Oculta                                         | Raymond Miller             | 1994      |
| Star Trek: The Next Generation (episódio The Pegasus) | Almirante Eric Pressman    | 1994      |
| Tombtone - A Justiça Esta Chegando                    | Prefeito Clum              | 1993      |
| Um Casal Quase Perfeito                               | Jack Moseley               | 1992      |
| Rocketeer                                             | Howard Hughes              | 1991      |
| A Procura de Alguém                                   | Bob Anderson               | 1990      |
| Fúria Cega                                            | Frank Devereaux            | 1989      |
| A Volta do Padrasto                                   | Jerry Blake                | 1989      |
| Young guns - jovens pistoleiros                       | Alexander McSween          | 1988      |
| A Gata e o Rato                                       | Bryant Wilbourne           | 1987      |
| O Padrasto                                            | Jerry Blake                | 1987      |
| The New Twilight Zone                                 | Kurt                       | 1985      |
| Silver Bullet                                         | Sheriff Joe Haller         | 1985      |
| A Primeira Transa de Jonathan                         | Claude Harbrough           | 1985      |